# Kostel svatého Matěje (Bechyně)
Kostel svatého Matěje v Bechyni je římskokatolický děkanský kostel na náměstí v Bechyni v okrese Tábor v Jihočeském kraji. Kostel je součástí městské památkové zóny Bechyně, vyhlášené 19. listopadu 1990 a jeho renesanční hranolová věž je dominantou náměstí. Objekt je zapsaný jako kulturní památka v Ústředním seznamu nemovitých kulturních památek.

## Historie
Okolí místa, kde stojí kostel svatého Matěje, bylo osídleno již v prehistorických dobách. Důkazy v podobě keramických předmětů, pece z 1. století př. n. l., nádrže na vodu či laténského pohřebiště přinesla rekonstrukce náměstí v roce 2011. Při archeologickém průzkumu se našly i stopy událostí z období středověku, konkrétně stopy velkého požáru, který zřejmě postihl město ve 20. letech 15. století, tj. v husitských dobách.

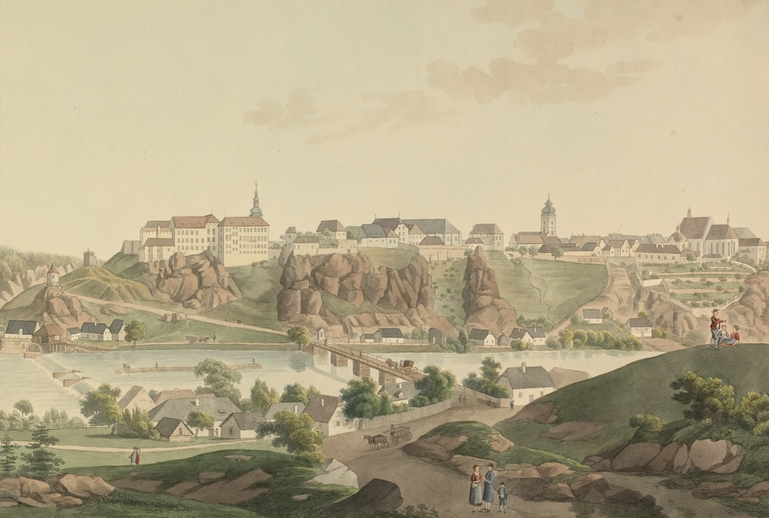
Panorama Bechyně z roku 1798 se zámkem a kostelem sv. Matěje. Autor: Lovro Janša (Lorenz Janscha), obraz ze sbírek Slovinského národního muzea.

Základ stavby kostela svatého Matěje tvoří pozdně gotické síňové dvojlodí s pětibokým presbytářem s opěráky, hranolovou věží na severní straně a s obdélnou patrovou oratoří na jižní straně. Původní gotický kostel byl na tomto místě vybudován koncem 13. nebo začátkem 14. století pravděpodobně na místě starší stavby.
První rozsáhlou přestavbou prošel kostel v letech 1613–1615. Přestavbu, kterou z větší části financoval majitel bechyňského panství Adam ze Šternberka spolu s hejtmanem Ondřejem Holušickým, provedl stavitel Jan Schütz z Českých Budějovic. Kromě klenby, kněžiště a kůru z tohoto období pochází také pětipatrová věž, která byla přistavěna k severovýchodnímu rohu kostela. V jednom z horních pater věže bylo obydlí hlásného, které bylo využíváno až do 20. století.
Další významnou přestavbou prošel kostel sv. Matěje v roce 1740, kdy byl nad zdmi presbytáře vybudován směrem do náměstí plasticky bohatě zdobený štít s výklenkem, určeným pro sochu sv. Matěje. V letech 1741–1743 byla stavba doplněná barokní cibulovitou bání, pobitou plechem. Přístavky na severní a západní straně kostela pocházejí z 19. století.

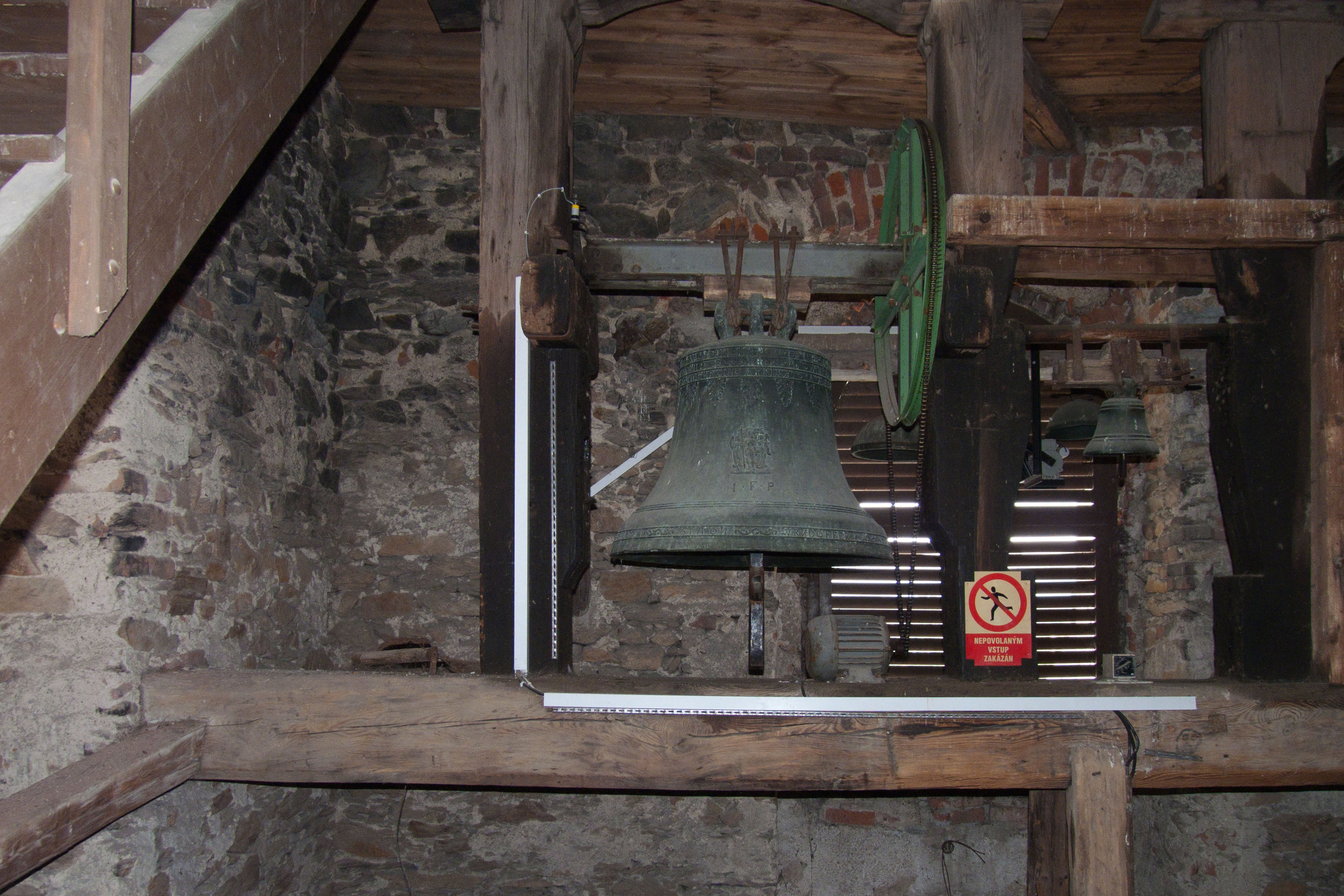
Zvony v kostelní věži

## Popis

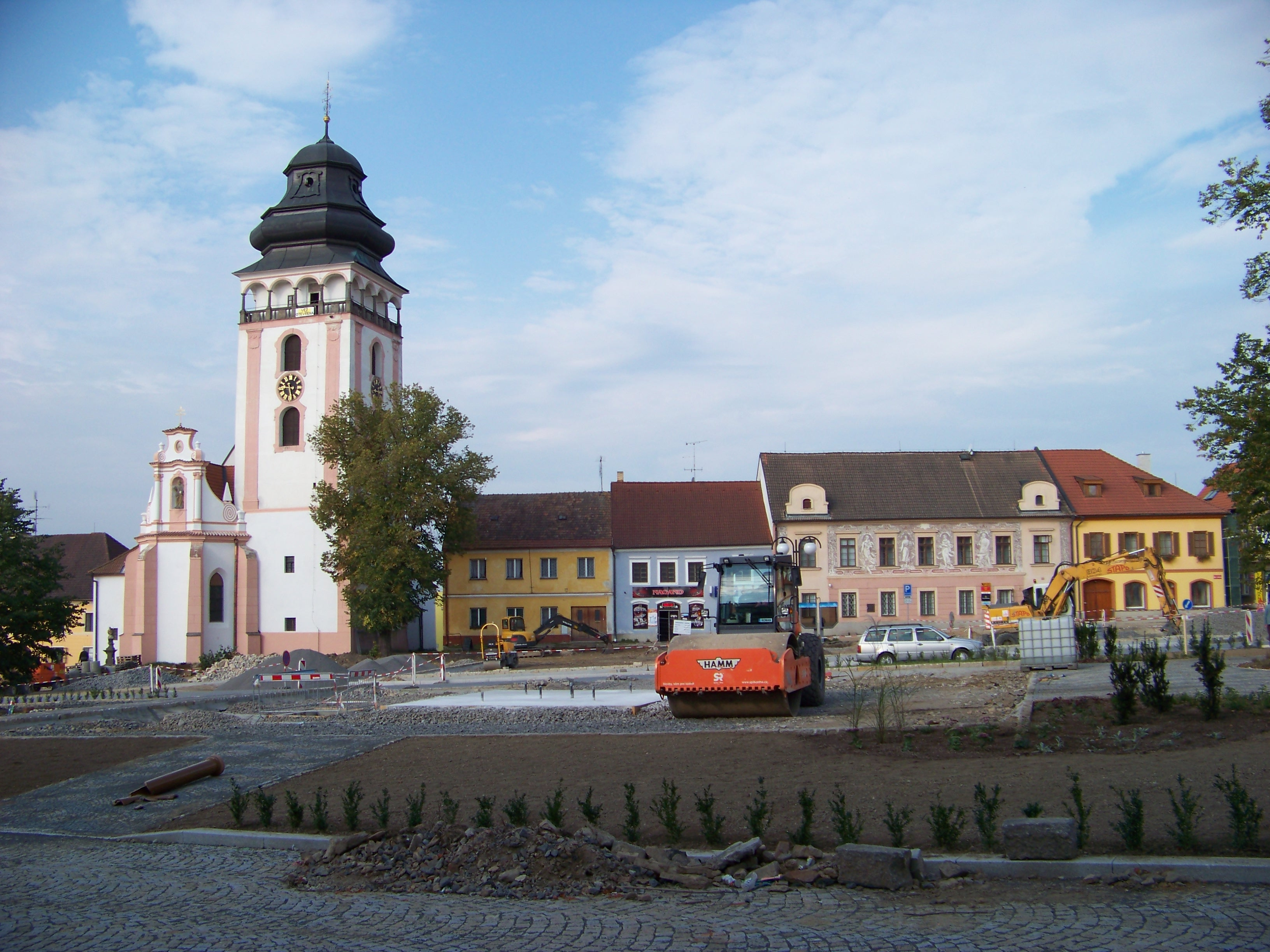
Náměstí v průběhu rekonstrukce (stav prací v září 2011)

Děkanský kostel se svou vysokou věží tvoří z urbanistického hlediska významnou dominantu města Bechyně. Kostel je presbytářem obrácený do náměstí. Vevnitř je kostel je sklenutý síťovou klenbou na žebrech hruškovitého profilu. V západní části kostelní lodi je renesanční kruchta, umístěná na šesti toskánských sloupcích s nepravidelnými půlkruhovými arkádami. Na severní straně kostela je pravoúhlý portál, který vede do sakristie, postavené kolem roku 1613. Sakristie byla sklenuta jednoduchou křížovou hřebínkovou klenbou bez žeber. V sakristii se nachází hliněný reliéf s postavou Panny Marie, který pochází z konce 16. století.
Vnitřní zařízení kostela je převážně ze 16. až 18. století. Cínová křtitelnice, zdobená reliéfy, je z roku 1555. Obraz „Klanění králů“, pravděpodobně dílo vlámského malíře Cornelise de Vose (1584–1651), v dřívějších dobách nesprávně připisované Petru Brandlovi, pochází zřejmě z let 1620–1630. Většina zařízení, jako oltáře, sochy apod., je z doby barokní přestavby kostela kolem roku 1740. Toto vybavení zahrnuje hlavní oltář, mensu s tabernáklem a sochami andělů, boční oltáře Svaté rodiny, sv. Kateřiny a sv. Bernarda. Boční oltář Panny Marie na severní straně lodi je doplněn sochami svatých a obrazem černé Madony. Kazatelna je ozdobena sochami evangelistů a figurálním reliéfem.
Hranolová věž je opatřená na nárožích pilastry, na vrcholu věže je pod bání ochoz s arkádami na sloupcích. Věž i s bývalou, částečně rekonstruovanou světničkou věžníka a s prostory zvonice je během letní sezóny zpřístupněná veřejnosti.
Ve štítě presbytáře, obráceném k náměstí, je umístěna dřevěná socha sv. Matěje z doby kolem roku 1740. Před kostelem stojí socha svatého Jana Nepomuckého. Jedná se o unikátní terakotovou plastiku pravděpodobně z doby kolem roku 1780, která zřejmě nahradila původní sochu z roku 1737. Tato socha, která je ukázkou bechyňské hrnčířské tradice, byla původně umístěná před hostincem Na růžku a na náměstí před kostel sv. Matěje byla přesunuta až v roce 1938.

##### Budova děkanství
Poblíž kostela stojí budova děkanství. Budova čp. 143, která má gotické jádro a renesanční klenby, byla barokně přestavěna po požáru v roce 1711 a později bylo její průčelí upraveno v klasicistním stylu. Budova děkanství je stejně jako kostel sv. Matěje chráněná jako kulturní památka.
Bechyňské náměstí prošlo na přelomu první a druhé dekády 21. století celkovou rekonstrukcí. Rekonstrukce, která stála 30 milionů korun a přinesla řadu důležitých archeologických objevů, byla dokončena v roce 2011. Patnáct míst s archeologickými nálezy bylo vyznačeno v nově položené dlažbě, významně bylo upraveno i nejbližší okolí kostela.

## Výhledy z věže kostela sv. Matěje

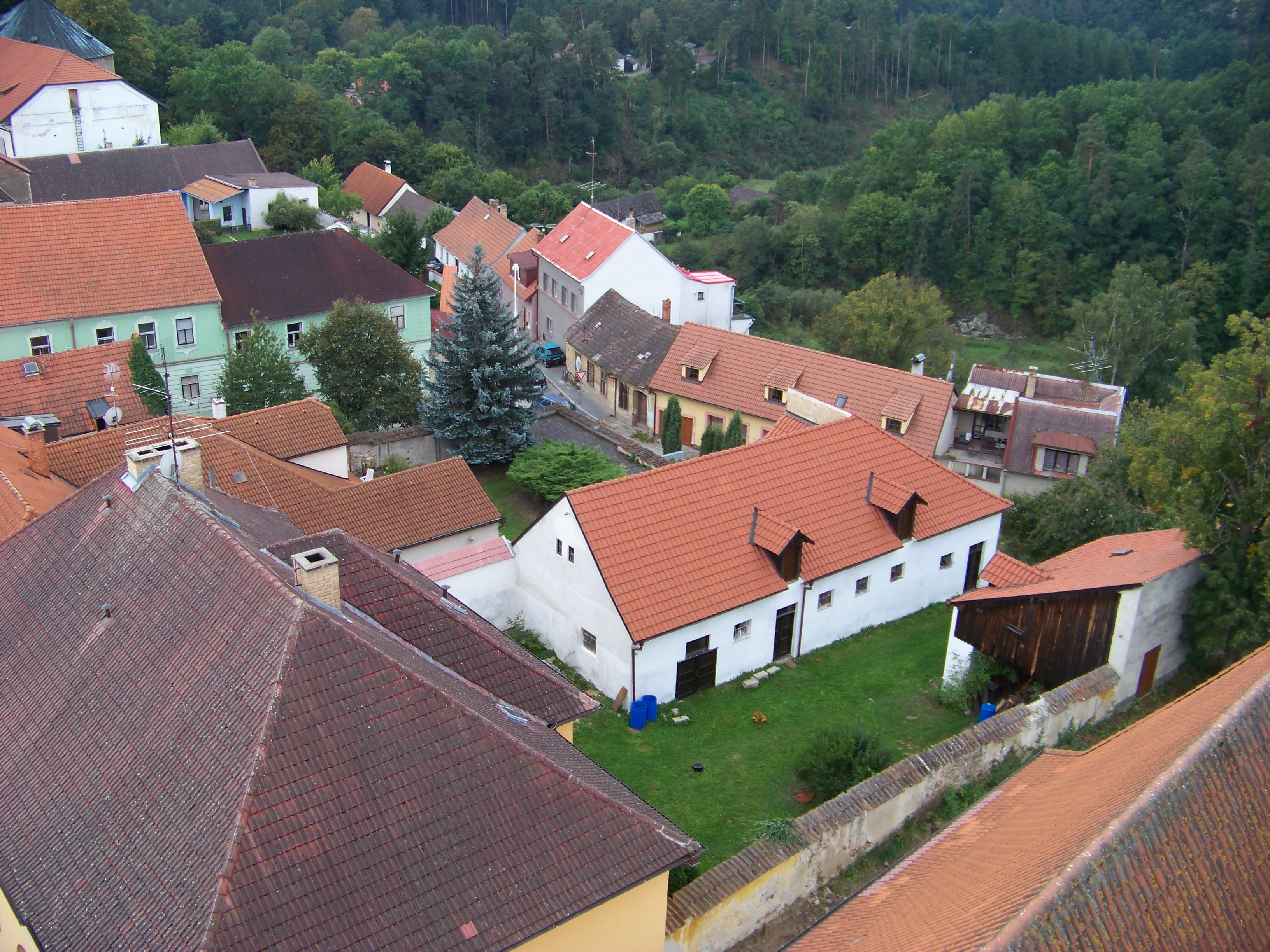
Ulice Dlouhá a Táborská na jihozápadě
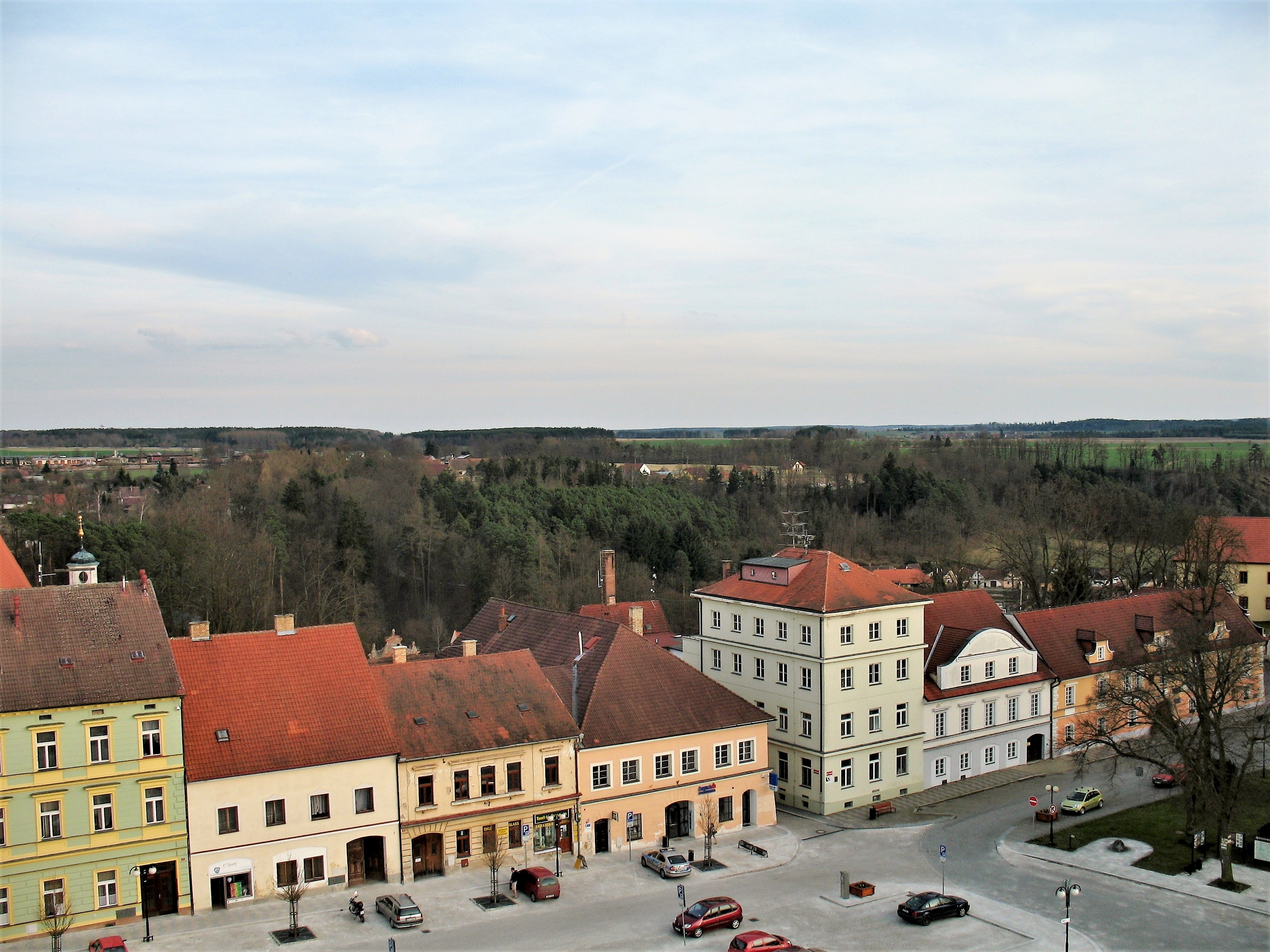
Východní fronta domů na náměstí
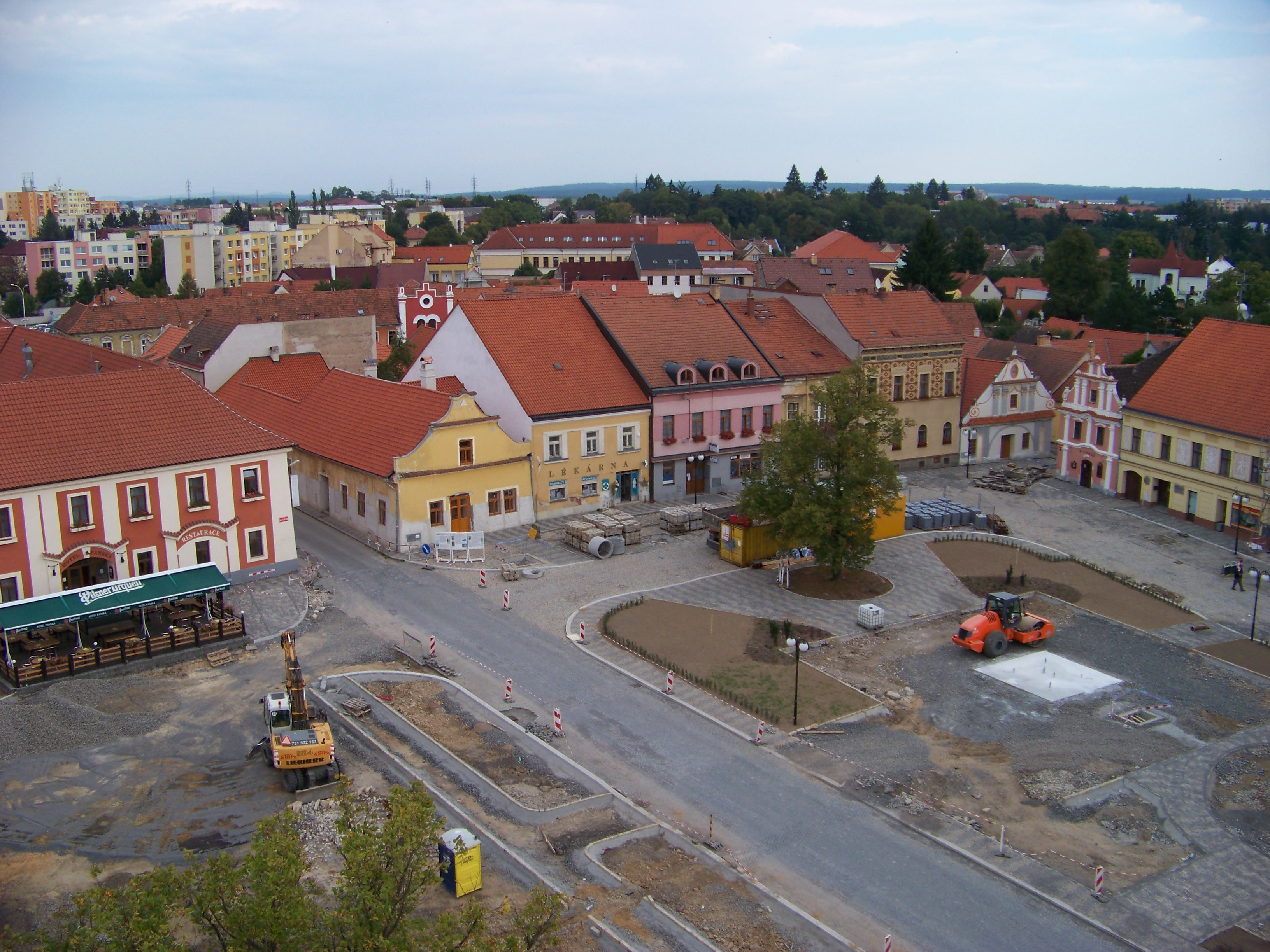
Severní strana náměstí (rekonstrukce v r. 2011)
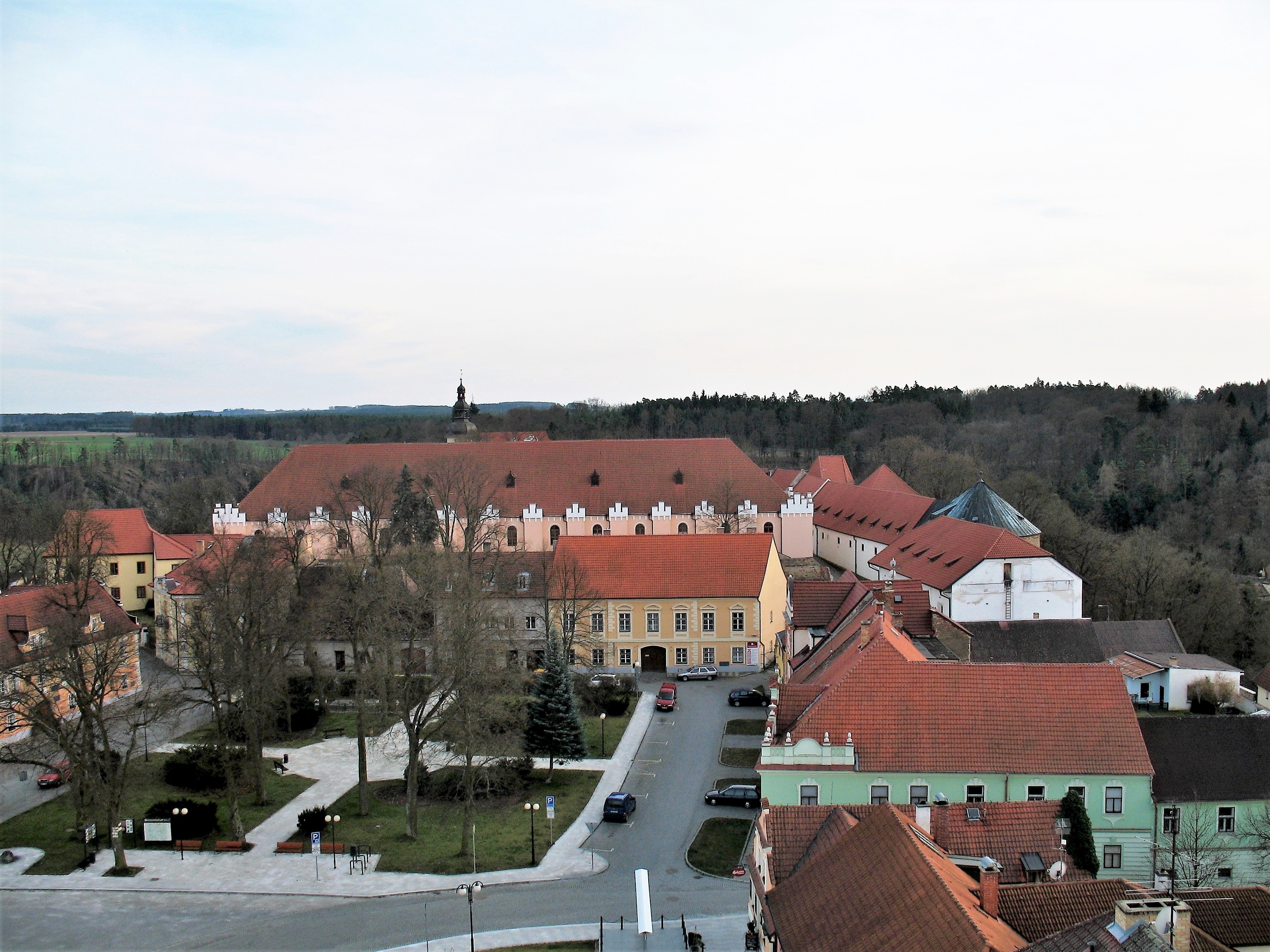
Bechyňský zámek a jižní strana náměstí
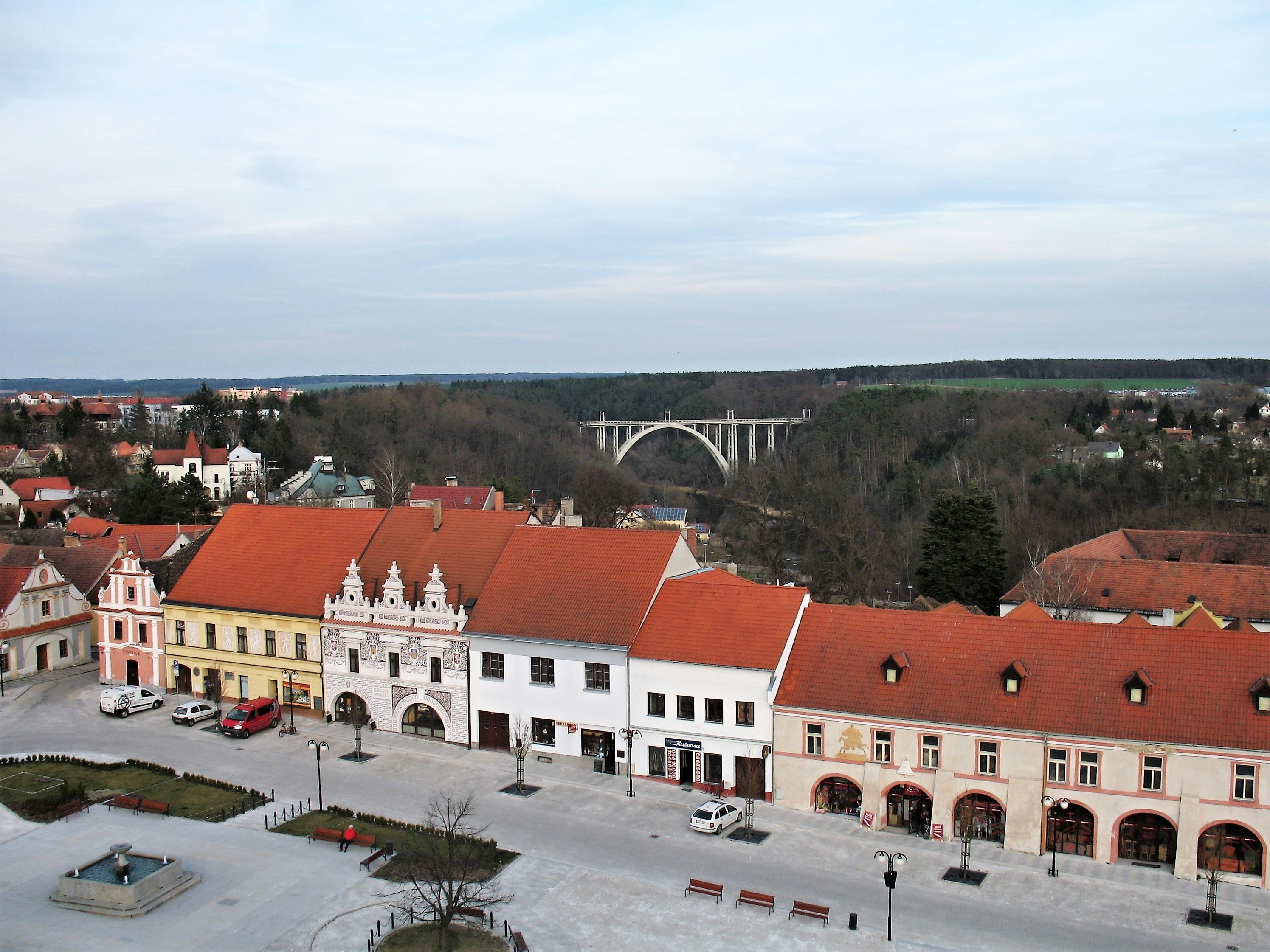
Pohled na severovýchod k bechyňskému mostu
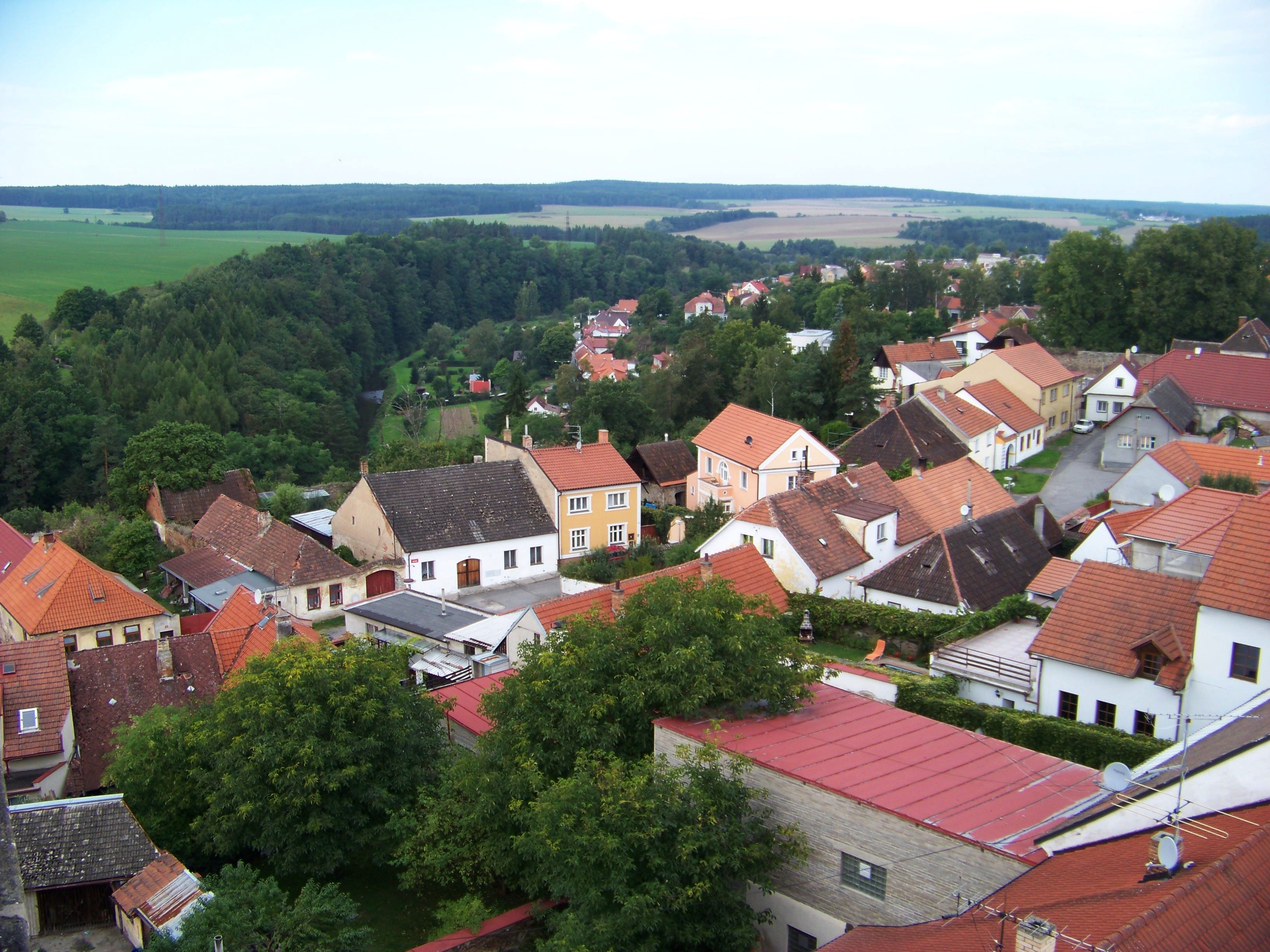
Ulice Dlouhá a Plechamr na severozápadě